# Грозине
Гро́зине (раніше також Грозин, Грозинці) — село в Україні, у Коростенській територіальній громаді Коростенського району Житомирської області. Населення становить 1 225 осіб (2001).

## Населення
Наприкінці 19 століття в поселенні налічувалося 175 мешканців, дворів — 28, у 1906 році — 203 особи, дворів — 26, у 1923 році — 236 мешканців, дворів — 44.
Відповідно до результатів перепису населення СРСР, кількість населення станом на 12 січня 1989 року становила 1 689 осіб. Станом на 5 грудня 2001 року, відповідно до перепису населення України, кількість мешканців села становила 1 225 осіб.

### Мова
Розподіл населення за рідною мовою за даними перепису 2001 року:
| Мова            | Кількість | Відсоток |
| --------------- | --------- | -------- |
| українська      | 1188      | 96.98 %  |
| російська       | 33        | 2.69 %   |
| білоруська      | 2         | 0.17 %   |
| румунська       | 1         | 0.08 %   |
| інші/не вказали | 1         | 0.08 %   |
| Усього          | 1225      | 100 %    |

## Історія
Належало Хованським, назву отримало від однієї з гілок роду — Грозів. Після 1618 року Хованські продали Грозинці Немиричам. У 1628 році київський підкоморій Стефан Немирич вносив з 2 дим та 2 городників.
Згадується у люстрації Київського воєводства 1754 року, перебувало у посесії Сингаївського, який вносив подимне від 3 халуп.
Наприкінці 19 століття — село Іскоростської волості Овруцького повіту Волинської губернії. Лежало над притокою Ужу, на прикордонні з Радомисльським повітом. Входило до православної парафії у Пашинах (3 версти), за іншими даними — у Бехи (5 верст).
У 1906 році — сільце Іскоростської волості (2-го стану) Овруцького повіту Волинської губернії. Відстань до повітового центру м. Овруч становила 41 версту, до волосного центру містечка Іскорость (згодом — Коростень) — 7 верст. Поштове відділення — м. Іскорость.
У березні 1921 року, в складі волості, передане до новоутвореного Коростенського повіту Волинської губернії. У 1923 році включене до складу новоствореної Немирівської (згодом — Сингаївська) сільської ради, яка 7 березня 1923 року увійшла до складу новоутвореного Коростенського району Коростенської округи. Розміщувалося за 6 верст від районного центру міст. Коростень та за 3 версти від центру сільської ради с. Немирівка.
У 1955 році в селі засновано Житомирську обласну державну сільськогосподарську дослідну станцію, у 1966 році — Поліську філію Українського науково-дослідного інституту механізації та електрифікації сільського господарства.
12 червня 2020 року, відповідно до розпорядження Кабінету Міністрів України № 711-р «Про визначення адміністративних центрів та затвердження територій територіальних громад Житомирської області», територію та населені пункти Сингаївської сільської ради включено до складу Коростенської міської територіальної громади Коростенського району Житомирської області.

## Відомі люди
- Лукашенко Володимир Васильович (1947) — ветеран праці, краєзнавець, історик, дослідник історії Коростенщини.
- Шленчак Володимир Володимирович (1976—2014) — старший солдат Збройних сил України, учасник російсько-української війни.
- Ящук Максим Володимирович (1991) — солдат Збройних сил України, учасник російсько-української війни 2014 року.